# Битва при Эд-Дуджайле
Битва при Эд-Дуджайле (англ. the Battle of Dujaila, тур. Sâbis Muharebesi) — сражение, произошедшее 8 марта 1916 года в ходе Первой мировой войны между британскими и османскими войсками.
Османские части под командованием Кольмара фон дер Гольца осаждали Эль-Кут, когда англо-индийский отряд под командованием генерал-лейтенанта Фентона Элмера попытался снять осаду. Попытка закончилась неудачей. При этом британцами было потеряно около 4 тысяч человек.